# Campionato europeo femminile under 18 di pallavolo 2001
Il campionato europeo pre-juniores di pallavolo femminile 2001 si è svolto dal 16 al 21 aprile 2001 a Liberec, in Repubblica Ceca. Al torneo hanno partecipato 8 squadre nazionali europee e la vittoria finale è andata per la seconda volta all'Italia.

## Qualificazioni
Hanno partecipato al campionato europeo pre-juniores la nazionale del paese ospitante, la prima classificata al campionato europeo pre-juniores 1999 e sei squadre provenienti dai gironi di qualificazioni.

## Gironi
Dopo la prima fase a gironi, le prime due classificate hanno acceduto alle semifinali per il primo posto, mentre le ultime due classificate hanno acceduto alle semifinali per il quinto posto.
| Girone A                               | Girone B                     |
| -------------------------------------- | ---------------------------- |
| Bielorussia Germania Rep. Ceca Ucraina | Italia Polonia Russia Spagna |

## Fase finale

### Finali 1º - 3º posto
|  | Semifinali  | Semifinali  | Semifinali |         |        | 1º/2º posto | 1º/2º posto | 1º/2º posto |  |
|  |             |             |            |         |        |             |             |             |  |
|  | Germania    | Germania    | 1          |         |        |             |             |             |  |
|  | Germania    | Germania    | 1          |         |        |             |             |             |  |
|  | Italia      | Italia      | 3          |         |        |             |             |             |  |
|  | Italia      | Italia      | 3          |         | Italia | Italia      | 3           |             |  |
|  |             |             |            |         | Italia | Italia      | 3           |             |  |
|  |             |             | Polonia    | Polonia | 1      |             |             |             |  |
|  | Polonia     | Polonia     | Polonia    | Polonia | 1      | 3           |             |             |  |
|  | Polonia     | Polonia     |            |         |        | 3           |             |             |  |
|  | Bielorussia | Bielorussia | 0          |         |        | 3º/4º posto | 3º/4º posto | 3º/4º posto |  |
|  | Bielorussia | Bielorussia | 0          |         |        |             |             |             |  |
|  |             |             |            |         |        |             |             |             |  |
|  |             |             |            |         |        | Germania    | Germania    | 0           |  |
|  |             |             |            |         |        | Germania    | Germania    | 0           |  |
|  |             |             |            |         |        | Bielorussia | Bielorussia | 3           |  |

### Finali 5º - 7º posto
|  | Semifinali | Semifinali | Semifinali |        |        | 5º/6º posto | 5º/6º posto | 5º/6º posto |  |
|  |            |            |            |        |        |             |             |             |  |
|  | Russia     | Russia     | 3          |        |        |             |             |             |  |
|  | Russia     | Russia     | 3          |        |        |             |             |             |  |
|  | Rep. Ceca  | Rep. Ceca  | 0          |        |        |             |             |             |  |
|  | Rep. Ceca  | Rep. Ceca  | 0          |        | Russia | Russia      | 3           |             |  |
|  |            |            |            |        | Russia | Russia      | 3           |             |  |
|  |            |            | Spagna     | Spagna | 0      |             |             |             |  |
|  | Spagna     | Spagna     | Spagna     | Spagna | 0      | 3           |             |             |  |
|  | Spagna     | Spagna     |            |        |        | 3           |             |             |  |
|  | Ucraina    | Ucraina    | 1          |        |        | 7º/8º posto | 7º/8º posto | 7º/8º posto |  |
|  | Ucraina    | Ucraina    | 1          |        |        |             |             |             |  |
|  |            |            |            |        |        |             |             |             |  |
|  |            |            |            |        |        | Rep. Ceca   | Rep. Ceca   | 3           |  |
|  |            |            |            |        |        | Rep. Ceca   | Rep. Ceca   | 3           |  |
|  |            |            |            |        |        | Ucraina     | Ucraina     | 0           |  |

## Classifica finale
| Classifica | Squadre     | Qualificazione                       |
| ---------- | ----------- | ------------------------------------ |
|            | Italia      | Campionato europeo pre-juniores 2003 |
|            | Polonia     |                                      |
|            | Bielorussia |                                      |
| 4          | Germania    |                                      |
| 5          | Russia      |                                      |
| 6          | Spagna      |                                      |
| 7          | Rep. Ceca   |                                      |
| 8          | Ucraina     |                                      |